# 7-й механизированный корпус (1-го формирования)
7-й механизированный корпус — воинское соединение Вооружённых сил СССР во время Великой Отечественной войны.

## История
Формирование корпуса начато в Московском военном округе летом 1940 года на базе 39-й и 55-й легкотанковых бригад.
К началу войны управление корпуса и 1-я моторизованная дивизия дислоцировались в Москве, 14-я танковая дивизия в Кубинке, 18-я танковая дивизия в Калуге. К началу войны корпус был сравнительно неплохо укомплектован: личным составом на 85 %, на 51 — 69 % танками, 75 — 77 % автотранспортом, 49 — 57 % тракторами и на 100 % артиллерией. При этом техническое состояние материальной части было вполне удовлетворительным. Однако корпус не располагал танками новых типов.
В составе действующей армии со 2 июля по 17 июля 1941 года.
|                                  | БТ-5 | БТ-7   | БТ-7М | Т-26 2-х баш | Т-26 | ХТ   | Т-37/38 | Всего танков | Т-26 тягач | БА-20 | БА-6 | БА-10 | Всего БА |
| -------------------------------- | ---- | ------ | ----- | ------------ | ---- | ---- | ------- | ------------ | ---------- | ----- | ---- | ----- | -------- |
| Управление (251-й обс и 9-й мцп) |      |        | 6     |              |      |      |         | 6            |            | 4     |      | 19    | 23       |
| 1-я моторизованная дивизия       |      |        | 205   |              |      |      | 30/6    | 235/6        |            | 29    |      | 28    | 57       |
| 14-я танковая дивизия            |      | 181/5  |       |              |      | 19/3 |         | 200/8        |            | 20    |      | 55    | 75       |
| 18-я танковая дивизия            | 13/5 | 18/16  |       | 3            | 195  | 49/2 | 3       | 281/23       | 2          | 31    | 5    | 13    | 49       |
| Всего                            | 13/5 | 199/21 | 211   | 3            | 195  | 68/5 | 33/6    | 722/37       | 2          | 84    | 5    | 115   | 204      |

В конце июня корпус получил 10 КВ-1 и 30 КВ-2, отправленных из Ленинграда (ЛКЗ) 24 июня. Все КВ-1 были переданы в 1-ю МД, 20 КВ-2 — в 14-ю ТД и 10 КВ-2 — в 18-ю ТД. В то же время 1-я МД передала батальон с 28 БТ-7М в распоряжение штаба 20-й армии.
4 июля в состав 14-й ТД включили танковый батальон Харьковского танкового училища с 4 КВ-1 и 29 Т-34, а 18-я ТД получила из ремонта 16 Т-26 и 7 ХТ.
24 июня 1941 года корпус получил приказ на переброску в район Вязьмы. В этот же день началась погрузка. Управление корпуса и 1-я моторизованная дивизия грузились на Белорусском вокзале, 14-я танковая дивизия на станции Нара, 18-я танковая дивизия в Калуге. Танки и бронемашины отправлялись железной дорогой; также поездом в Смоленск убыло управление корпуса. Оставшаяся часть корпуса отправилась автотранспортом. 26 июня 1941 года был получен приказ о сосредоточении корпуса в районе деревень Мишеньки, Зуй (станции Заольша, Рудня). 1-ю моторизованную дивизию направили в Оршу, где она оборудовала оборону и вступила в бои уже 1 июля 1941 года под Борисовом
Управление корпуса разгрузилось вечером 26 июня 1941 года в Смоленске и убыло своим ходом в район сосредоточения. Танковые дивизии разгружались на всех станциях от Кардымова до Орши. В районе сосредоточения получил танки новых типов, при этом 91 танк был изъят для обороны Витебска, штаба 20-й армии и усиления 153-й и 69-й стрелковых дивизий.
Количество танков в корпусе по состоянию на 6 июля 1941 года было следующим:
| Соединение                                  | Вооружение                                               |
| ------------------------------------------- | -------------------------------------------------------- |
| Управление                                  | 7 БТ-7, 29 БА-10                                         |
| 14-я танковая дивизия                       | 4 КВ-1, 20 КВ-2, 29 Т-34, 16 огнемётных танков, 176 БТ-7 |
| 18-я танковая дивизия                       | 10 КВ-2, 187 Т-26, 54 огнемётных танка, 11 БТ-7          |
| 1-я моторизованная дивизия (на 1 июля 1941) | 10 КВ-1, 177 БТ-7, 24 Т-38, 39 БА-10 и БА-20             |

Ранним утром 5 июля 1941 года части корпуса (исключая 1-ю моторизованную дивизию, уже вступившую в бои отдельно от корпуса) начали выдвижение в исходные районы (Поддубе, Вороново, Хотемля, Королево) для участия в запланированном контрударе. Перед корпусом стояла задача перейти в наступление в общем направлении на Витебск, Лепель
14-я танковая дивизия должна была наступать на Бешенковичи, Камень вдоль шоссе Витебск — Бешенковичи. 18-я танковая дивизия на Тепляки, Боброво и в дальнейшем на Камень, Лепель.
Авангард 14-й танковой дивизии уже днём 5 июля 1941 года вступил в бой с авангардом противника на западном берегу реки Черногостица. В течение 6 июля 1941 года группы из состава дивизии вновь переправились на западный берег, и вели там разведку, при этом потеряв 6 танков КВ. В то же время проводилось изучение возможностей для форсирования реки основными силами дивизии. В тот же день на западный берег переправился мотострелковый батальон, перешёл в атаку при поддержке тяжёлых танков, но вынужден был остаться на плацдарме. Утром 7 июля 1941 года 14-я танковая дивизия, оборудовав переправы, перешла в наступление. Продвинувшись в ходе наступления на 7-10 километров, дивизия была отброшена обратно к реке. За 7 июля 1941 года она потеряла 72 танка, однако при этом сумела причинить сравнительно немаленькие потери противнику.
18-я танковая дивизия утром 6 июля 1941 года вступила в бои восточнее Сенно (35-й танковый полк), и во второй половине дня сумела выбить противника из города. 7 июля 1941 года бои за Сенно продолжились, город трижды переходил из рук в руки, но вечером остался за советскими войсками. Однако 8 июля 1941 года противник сумел выбить части 18-й танковой дивизии из Сенно, после чего они стали отступать на восток. 7 июля 1941 года в районе севернее Сенно вступил в бои и 36-й танковый полк, где он вёл бой до вечера 8 июля 1941 года, но безрезультатно, и был вынужден отойти. К утру 9 июля 1941 года части дивизии отошли на рубеж реки Оболянки, где стали приводить себя в порядок. На помощь 18-й танковой дивизии была отряжена и 14-я танковая дивизия, части которой совершив почти 100-километровый марш, сосредоточились на подступах к Сенно. 9 июля 1941 года 14-я танковая дивизия перешла в атаку, но через полчаса приказ был отменён. 10 июля 1941 года поступил приказ об отходе частей корпуса в район Лиозно и Заольши. В этот же день части 14-й танковой дивизии нанесли короткий удар с целью обеспечения отхода частей корпуса за реку Лучеса. 18-я танковая дивизия, находясь на рубеже Оболянки, 10 июля 1941 года в первой половине дня отражала удары противника, а затем приступила к отходу.
Вскоре оставшиеся танки в каждой дивизии были сведены в полки, которые действовали в составе 19-й армии. Управление корпуса отбыло в Смоленск, где 17 июля 1941 года на базе управления корпуса была сформирована Группа войск Ярцевского направления Западного фронта.

## Боевой состав
| Дата       | Фронт            | Армия      | В составе (стрелковые)                                                                        | Другие части, в том числе приданные                                                                                               | Примечания |
| ---------- | ---------------- | ---------- | --------------------------------------------------------------------------------------------- | --- | ---------- |
| 22.06.1941 | Резерв Ставки ГК | 20-я армия | 14-я танковая дивизия 18-я танковая дивизия 1-я моторизованная дивизия 8-й мотоциклетный полк | 251-й отдельный батальон связи 42-й отдельный моторизованный инженерный батальон 107-я отдельная корпусная авиационная эскадрилья | —          |
| 01.07.1941 | Резерв Ставки ГК | 20-я армия | 14-я танковая дивизия 18-я танковая дивизия 1-я моторизованная дивизия 8-й мотоциклетный полк | 251-й отдельный батальон связи 42-й отдельный моторизованный инженерный батальон 107-я отдельная корпусная авиационная эскадрилья | —          |
| 10.07.1941 | Западный фронт   | -          | 14-я танковая дивизия 18-я танковая дивизия 1-я моторизованная дивизия 8-й мотоциклетный полк | 251-й отдельный батальон связи 42-й отдельный моторизованный инженерный батальон 107-я отдельная корпусная авиационная эскадрилья | —          |

## Командование
- Виноградов, Василий Иванович, генерал-майор (с 04.06.1940 по 17.07.1941)[1]